# متالورژی صنعتی
متالورژی صنعتی (به انگلیسی: Industrial Metallurgy) عبارت است از روش‌های تولید مصنوعات فلزی، که مهمترین این روش‌ها متالورژی پودری، شکل دادن، جوشکاری و ماشین کاری است. همچنین در متالورژی صنعتی خواص و مشخصات فیزیکی، ساختاری و مکانیکی مواد بررسی می شود.
متالورژی صنعتی یکی از گرایش های رشته مهندسی مواد است که در مقطع کارشناسی، به طور متوسط در هشت ترم در دانشگاه ها آموزش داده می شود.
ازکاربرد های این رشته، می توان در کارخانجات ماشین سازی، ذوب آهن، قطعات خودرو، صنایع هواپیمایی، کارخانجات تولیدی، آزمایشگاه های حفاظت،  خوردگی و صنایع مربوط نام برد.

## دروس پایه
- ریاضی عمومی 1و2
- معادلات دیفرانسیل
- ریاضی مهندسی
- فیزیک پایه 1و2
- آزمایشگاه فیزیک پایه 1و2
- کارگاه عمومی
- نقشه کشی صنعتی
- آزمایشگاه شیمی عمومی

## دروس تخصصی
دروس تخصصی گرایش متالورژی صنعتی :
- ریخته گری
- انجماد فلزات
- شکل دادن فلزات
- خواص مکانیکی مواد
- متالورژی جوشکاری
- متالورژی پودر
- روش‌های نوین آنالیز مواد
- خوردگی
- اکسیداسیون
- عملیات حرارتی
- استخراج فلزات
- انتقال مطالب علمی و فنی[۲][۳]